# Leptostrangalia angustolineata
Leptostrangalia angustolineata là một loài bọ cánh cứng trong họ Cerambycidae.